# 4 Hours of Barcelona 2024

Tor Circuit de Barcelona-Catalunya

4 Hours of Barcelona 2024 – długodystansowy wyścig samochodowy, który odbył się 14 kwietnia 2024 roku. Był on pierwszą rundą sezonu 2024 serii European Le Mans Series.

## Uczestnicy
Lista startowa została ogłoszona 29 marca i zawierała 43 zgłoszenia w 4 kategoriach – 14 w klasie LMP2, 8 w klasie LMP2 Pro/Am, 10 w klasie LMP3 oraz 11 w klasie LMGT3.
Ferdinand Habsburg, pierwotnie zgłoszony jako kierowca załogi #47 COOL Racing, został zastąpiony przez Paul-Loup Chatina. Z powodu wypadku podczas testów na torze Motorland Aragón Habsburg został zmuszony do opuszczenia tej rundy.

## Harmonogram
| Dzień                  | Godzina | Sesja                                   | Długość   |
| ---------------------- | ------- | --------------------------------------- | --------- |
| Piątek, 12 kwietnia    | 11:50   | Pierwsza sesja treningowa               | 90 minut  |
| Piątek, 12 kwietnia    | 16:20   | Sesja dla kierowców z brązową kategorią | 30 minut  |
| Sobota, 13 kwietnia    | 10:10   | Druga sesja treningowa                  | 90 minut  |
| Sobota, 13 kwietnia    | 14:40   | Sesja kwalifikacyjna - LMGT3            | 15 minut  |
| Sobota, 13 kwietnia    | 15:05   | Sesja kwalifikacyjna - LMP3             | 15 minut  |
| Sobota, 13 kwietnia    | 15:30   | Sesja kwalifikacyjna - LMP2 Pro/Am      | 15 minut  |
| Sobota, 13 kwietnia    | 15:55   | Sesja kwalifikacyjna - LMP2             | 15 minut  |
| Niedziela, 14 kwietnia | 11:30   | Wyścig                                  | 4 godziny |
| Źródło                 |         |                                         |           |

## Sesje treningowe
| Klasa                                   | Zespół                        | Samochód                       | Czas           | Okr.           |
| Sesja pierwsza                          | Sesja pierwsza                | Sesja pierwsza                 | Sesja pierwsza | Sesja pierwsza |
| --------------------------------------- | ----------------------------- | ------------------------------ | -------------- | -------------- |
| LMP2                                    | #14 AO by TF                  | Oreca 07                       | 1:28,821       | 39             |
| LMP2 Pro/Am                             | #21 United Autosports         | Oreca 07                       | 1:30,026       | 45             |
| LMP3                                    | #17 COOL Racing               | Ligier JS P320                 | 1:35,045       | 36             |
| LMGT3                                   | #66 JMW Motorsport            | Ferrari 296 LMGT3              | 1:40,826       | 34             |
| Sesja dla kierowców z brązową kategorią |                               |                                |                |                |
| LMP2 Pro/Am                             | #29 Richard Mille by TDS      | Oreca 07                       | 1:31,270       | 10             |
| LMP3                                    | #88 Inter Europol Competition | Ligier JS P320                 | 1:37,492       | 10             |
| LMGT3                                   | #63 Iron Lynx                 | Lamborghini Huracán LMGT3 Evo2 | 1:42,448       | 8              |
| Sesja druga                             |                               |                                |                |                |
| LMP2                                    | #43 Inter Europol Competition | Oreca 07                       | 1:28,413       | 42             |
| LMP2 Pro/Am                             | #24 Nielsen Racing            | Oreca 07                       | 1:29,547       | 45             |
| LMP3                                    | #8 Team Virage                | Ligier JS P320                 | 1:36,475       | 33             |
| LMGT3                                   | #86 GR Racing                 | Ferrari 296 LMGT3              | 1:40,831       | 39             |

## Kwalifikacje
Pole position w każdej kategorii oznaczone jest pogrubieniem.
| Poz.   | Klasa       | Zespół                        | Kierowca              | Czas     | Strata  | Poz. s. |
| ------ | ----------- | ----------------------------- | --------------------- | -------- | ------- | ------- |
| 1      | LMP2        | #22 United Autosports         | Benjamin Hanley       | 1:28,071 | —       | 1       |
| 2      | LMP2        | #28 IDEC Sport                | Reshad de Gerus       | 1:28,224 | +0,153  | 2       |
| 3      | LMP2        | #25 Algarve Pro Racing        | Alexander Lynn        | 1:28,381 | +0,310  | 3       |
| 4      | LMP2        | #47 COOL Racing               | Frederik Vesti        | 1:28,476 | +0,405  | 4       |
| 5      | LMP2        | #37 COOL Racing               | Ritomo Miyata         | 1:28,489 | +0,418  | 5       |
| 6      | LMP2        | #43 Inter Europol Competition | Tom Dillmann          | 1:28,498 | +0,427  | 6       |
| 7      | LMP2        | #34 Inter Europol Competition | Luca Ghiotto          | 1:28,522 | +0,451  | 7       |
| 8      | LMP2        | #23 United Autosports         | Paul di Resta         | 1:28,651 | +0,580  | 8       |
| 9      | LMP2        | #65 Panis Racing              | Arthur Leclerc        | 1:28,683 | +0,612  | 9       |
| 10     | LMP2        | #14 AO by TF                  | Louis Delétraz        | 1:28,726 | +0,655  | 10      |
| 11     | LMP2        | #27 Nielsen Racing            | William Stevens       | 1:28,732 | +0,661  | 11      |
| 12     | LMP2        | #9 Iron Lynx – Proton         | Matteo Cairoli        | 1:28,897 | +0,826  | 12      |
| 13     | LMP2        | #30 Duqueine Team             | James Allen           | 1:29,128 | +1,057  | 13      |
| 14     | LMP2        | #10 Vector Sport              | Felipe Drugovich      | 1:29,153 | +1,082  | 14      |
| 15     | LMP2 Pro/Am | #77 Proton Competition        | Giorgio Roda          | 1:30,816 | +2,745  | 15      |
| 16     | LMP2 Pro/Am | #19 Team Virage               | Anthony Wells         | 1:31,349 | +3,278  | 16      |
| 17     | LMP2 Pro/Am | #24 Nielsen Racing            | John Falb             | 1:31,497 | +3,426  | 17      |
| 18     | LMP2 Pro/Am | #29 Richard Mille by TDS      | Rodrigo Sales         | 1:31,510 | +3,439  | 18      |
| 19     | LMP2 Pro/Am | #83 AF Corse                  | François Perrodo      | 1:32,174 | +4,103  | 19      |
| 20     | LMP2 Pro/Am | #21 United Autosports         | Daniel Schneider      | 1:33,212 | +5,141  | 20      |
| 21     | LMP2 Pro/Am | #20 Algarve Pro Racing        | Kriton Lentoudis      | 1:33,267 | +5,196  | 21      |
| 22     | LMP3        | #17 COOL Racing               | Manuel Espirito Santo | 1:34,761 | +6,690  | 23      |
| 23     | LMP3        | #8 Team Virage                | Gillian Henrion       | 1:35,014 | +6,943  | 24      |
| 24     | LMP3        | #15 RLR MSport                | Gaël Julien           | 1:35,249 | +7,178  | 25      |
| 25     | LMP3        | #4 DKR Engineering            | Wyatt Brichacek       | 1:35,409 | +7,338  | 26      |
| 26     | LMP3        | #12 WTM by Rinaldi Racing     | Oscar Tunjo           | 1:35,567 | +7,496  | 27      |
| 27     | LMP3        | #88 Inter Europol Competition | Kai Askey             | 1:36,016 | +7,945  | 28      |
| 28     | LMP3        | #31 Racing Spirit of Léman    | Antoine Doquin        | 1:36,541 | +8,470  | 29      |
| 29     | LMP3        | #11 Eurointernational         | Adam Ali              | 1:36,628 | +8,557  | 30      |
| 30     | LMP3        | #5 RLR MSport                 | Bailey Voisin         | 1:36,679 | +8,608  | 31      |
| 31     | LMP2 Pro/Am | #3 DKR Engineering            | Andres Latorre Canon  | 1:37,086 | +9,015  | 22      |
| 32     | LMP3        | #35 Ultimate                  | Matthieu Lahaye       | 1:37,331 | +9,260  | 32      |
| 33     | LMGT3       | #85 Iron Dames                | Sarah Bovy            | 1:41,850 | +13,779 | 33      |
| 34     | LMGT3       | #63 Iron Lynx                 | Hiroshi Hamaguchi     | 1:42,167 | +14,096 | 34      |
| 35     | LMGT3       | #50 Formula Racing            | Johnny Laursen        | 1:42,337 | +14,266 | 35      |
| 36     | LMGT3       | #55 Spirit of Race            | Duncan Cameron        | 1:42,759 | +14,688 | 36      |
| 37     | LMGT3       | #57 Kessel Racing             | Takeshi Kimura        | 1:42,895 | +14,824 | 37      |
| 38     | LMGT3       | #97 Grid Motorsport by TF     | Martin Berry          | 1:43,028 | +14,957 | 38      |
| 39     | LMGT3       | #86 GR Racing                 | Michael Wainwright    | 1:43,117 | +15,046 | 39      |
| 40     | LMGT3       | #51 AF Corse                  | Charles-Henri Samani  | 1:43,345 | +15,274 | 40      |
| 41     | LMGT3       | #59 Racing Spirit of Léman    | Derek DeBoer          | 1:43,351 | +15,280 | 41      |
| 42     | LMGT3       | #60 Proton Competition        | Claudio Schiavoni     | 1:44,148 | +16,077 | 42      |
| 43     | LMGT3       | #66 JMW Motorsport            | John Hartshorne       | 1:46,230 | +18,159 | 43      |
| Źródła |             |                               |                       |          |         |         |

## Wyścig

### Wyniki
Minimum do bycia sklasyfikowanym (70 procent dystansu pokonanego przez zwycięzców wyścigu) wyniosło 97 okrążeń. Zwycięzcy klas są oznaczeni pogrubieniem.
| Poz.              | Klasa                 | Zespół                                   | Kierowcy                                                | Samochód                       | Opony | Okr. | Czas/Strata  |
| ----------------- | --------------------- | ---------------------------------------- | ------------------------------------------------------- | ------------------------------ | ----- | ---- | ------------ |
| 1                 | LMP2                  | #37 COOL Racing                          | Lorenzo Fluxá Malthe Jakobsen Ritomo Miyata             | Oreca 07                       | G     | 139  | 4:01:06,862  |
| 2                 | LMP2                  | #25 Algarve Pro Racing                   | Matthias Kaiser Olli Caldwell Alexander Lynn            | Oreca 07                       | G     | 139  | +16,161      |
| 3                 | LMP2                  | #22 United Autosports                    | Filip Ugran Marino Satō Benjamin Hanley                 | Oreca 07                       | G     | 139  | +16,905      |
| 4                 | LMP2                  | #28 IDEC Sport                           | Paul Lafargue Reshad de Gerus Job van Uitert            | Oreca 07                       | G     | 139  | +1:14,182    |
| 5                 | LMP2                  | #65 Panis Racing                         | Manuel Maldonado Charles Milesi Arthur Leclerc          | Oreca 07                       | G     | 139  | +1:20,643    |
| 6                 | LMP2 Pro/Am           | #83 AF Corse                             | François Perrodo Matthieu Vaxivière Alessio Rovera      | Oreca 07                       | G     | 138  | +1 okrążenie |
| 7                 | LMP2 Pro/Am           | #29 Richard Mille by TDS                 | Rodrigo Sales Mathias Beche Grégoire Saucy              | Oreca 07                       | G     | 138  | +1 okrążenie |
| 8                 | LMP2                  | #43 Inter Europol Competition            | Sebastián Álvarez Władisław Łomko Tom Dillmann          | Oreca 07                       | G     | 138  | +1 okrążenie |
| 9                 | LMP2                  | #14 AO by TF                             | Jonny Edgar Louis Delétraz Robert Kubica                | Oreca 07                       | G     | 138  | +1 okrążenie |
| 10                | LMP2                  | #34 Inter Europol Competition            | Oliver Gray Clément Novalak Luca Ghiotto                | Oreca 07                       | G     | 138  | +1 okrążenie |
| 11                | LMP2                  | #23 United Autosports                    | Bijoy Garg Fabio Scherer Paul di Resta                  | Oreca 07                       | G     | 138  | +1 okrążenie |
| 12                | LMP2 Pro/Am           | #24 Nielsen Racing                       | John Falb Colin Noble Albert Costa                      | Oreca 07                       | G     | 137  | +2 okrążenia |
| 13                | LMP2                  | #10 Vector Sport                         | Ryan Cullen Stéphane Richelmi Felipe Drugovich          | Oreca 07                       | G     | 137  | +2 okrążenia |
| 14                | LMP2 Pro/Am           | #20 Algarve Pro Racing                   | Kriton Lentoudis Richard Bradley Alex Quinn             | Oreca 07                       | G     | 137  | +2 okrążenia |
| 15                | LMP2 Pro/Am           | #77 Proton Competition                   | Giorgio Roda Bent Viscaal René Binder                   | Oreca 07                       | G     | 137  | +2 okrążenia |
| 16                | LMP2                  | #30 Duqueine Team                        | Niels Koolen Jean-Baptiste Simmenauer James Allen       | Oreca 07                       | G     | 136  | +3 okrążenia |
| 17                | LMP2 Pro/Am           | #3 DKR Engineering                       | Andres Latorre Canon Cem Bölükbaşı Laurents Hörr        | Oreca 07                       | G     | 136  | +3 okrążenia |
| 18                | LMP2                  | #47 COOL Racing                          | Alejandro García Paul-Loup Chatin Frederik Vesti        | Oreca 07                       | G     | 136  | +3 okrążenia |
| 19                | LMP2                  | #27 Nielsen Racing                       | David Heinemeier Hansson Nico Pino William Stevens      | Oreca 07                       | G     | 131  | +8 okrążeń   |
| 20                | LMP3                  | #8 Team Virage                           | Julien Gerbi Bernardo Pinheiro Gillian Henrion          | Ligier JS P320                 | M     | 131  | +8 okrążeń   |
| 21                | LMP3                  | #17 COOL Racing                          | Miguel Cristóvão Cédric Oltramare Manuel Espirito Santo | Ligier JS P320                 | M     | 131  | +8 okrążeń   |
| 22                | LMP3                  | #11 Eurointernational                    | Matthew Bell Adam Ali                                   | Ligier JS P320                 | M     | 130  | +9 okrążeń   |
| 23                | LMP3                  | #15 RLR MSport                           | Michael Jensen Nick Adcock Gaël Julien                  | Ligier JS P320                 | M     | 130  | +9 okrążeń   |
| 24                | LMP3                  | #4 DKR Engineering                       | Alexander Mattschull Belén García Wyatt Brichacek       | Duqueine M30 – D08             | M     | 130  | +9 okrążeń   |
| 25                | LMP3                  | #88 Inter Europol Competition            | Aleksander Buchańcow Kai Askey Pedro Perino             | Ligier JS P320                 | M     | 129  | +10 okrążeń  |
| 26                | LMP3                  | #31 Racing Spirit of Léman               | Jacques Wolff Jean-Ludovic Foubert Antoine Doquin       | Ligier JS P320                 | M     | 129  | +10 okrążeń  |
| 27                | LMP3                  | #12 WTM by Rinaldi Racing                | Torsten Kratz Leonard Weiss Oscar Tunjo                 | Duqueine M30 – D08             | M     | 127  | +12 okrążeń  |
| 28                | LMGT3                 | #50 Formula Racing                       | Johnny Laursen Conrad Laursen Nicklas Nielsen           | Ferrari 296 LMGT3              | G     | 127  | +12 okrążeń  |
| 29                | LMGT3                 | #86 GR Racing                            | Michael Wainwright Riccardo Pera Davide Rigon           | Ferrari 296 LMGT3              | G     | 127  | +12 okrążeń  |
| 30                | LMGT3                 | #63 Iron Lynx                            | Hiroshi Hamaguchi Axcil Jefferies Andrea Caldarelli     | Lamborghini Huracán LMGT3 Evo2 | G     | 127  | +12 okrążeń  |
| 31                | LMGT3                 | #60 Proton Competition                   | Claudio Schiavoni Matteo Cressoni Julien Andlauer       | Porsche 911 GT3 R LMGT3 (992)  | G     | 127  | +12 okrążeń  |
| 32                | LMGT3                 | #55 Spirit of Race                       | Duncan Cameron David Perel Matthew Griffin              | Ferrari 296 LMGT3              | G     | 127  | +12 okrążeń  |
| 33                | LMGT3                 | #59 Racing Spirit of Léman               | Derek DeBoer Casper Stevenson Valentin Hasse-Clot       | Aston Martin Vantage AMR LMGT3 | G     | 126  | +13 okrążeń  |
| 34                | LMGT3                 | #97 Grid Motorsport by TF                | Martin Berry Lorcan Hanafin Jonathan Adam               | Aston Martin Vantage AMR LMGT3 | G     | 126  | +13 okrążeń  |
| 35                | LMGT3                 | #51 AF Corse                             | Charles-Henri Samani Emmanuel Collard Ulysse de Pauw    | Ferrari 296 LMGT3              | G     | 126  | +13 okrążeń  |
| 36                | LMGT3                 | #57 Kessel Racing                        | Takeshi Kimura Esteban Masson Daniel Serra              | Ferrari 296 LMGT3              | G     | 126  | +13 okrążeń  |
| 37                | LMP3                  | #35 Ultimate                             | Alexandre Yvon Jean-Baptiste Lahaye Matthieu Lahaye     | Ligier JS P320                 | M     | 123  | +16 okrążeń  |
| 38                | LMP2 Pro/Am           | #21 United Autosports                    | Daniel Schneider Andrew Meyrick Oliver Jarvis           | Oreca 07                       | G     | 121  | +18 okrążeń  |
| Niesklasyfikowani |                       |                                          |                                                         |                                |       |      |              |
|                   | LMP2 Pro/Am           | #19 Team Virage                          | Anthony Wells Matthew Bell Nelson Piquet Jr.            | Oreca 07                       | G     | 128  |              |
| LMP2              | #9 Iron Lynx – Proton | Jonas Ried Macéo Capietto Matteo Cairoli | Oreca 07                                                | G                              | 121   |      |              |
| LMGT3             | #85 Iron Dames        | Sarah Bovy Rahel Frey Michelle Gatting   | Porsche 911 GT3 R LMGT3 (992)                           | G                              | 103   |      |              |
| LMGT3             | #66 JMW Motorsport    | John Hartshorne Ben Tuck Phil Keen       | Ferrari 296 LMGT3                                       | G                              | 83    |      |              |
| LMP3              | #5 RLR MSport         | James Dayson Daniel Ali Bailey Voisin    | Ligier JS P320                                          | M                              | 6     |      |              |

1. ↑  Załoga #3 DKR Engineering została ukarana za spowodowanie kolizji z autem #19 Team Virage. Karą był przejazd przez aleję serwisową zamieniony na karę czasową w wysokości 30 sekund[15].
2. ↑  Załoga #47 COOL Racing została ukarana za niespełnienie minimalnego czasu jazdy przez Paul-Loup Chatina, któremu zabrakło 37 sekund do wypełnienia limitu. Karą było 37 sekund stop & go zamienione na karę czasową w wysokości 72 sekund[16][14].

### Statystyki

#### Najszybsze okrążenie
| Klasa       | Kierowca        | Zespół                | Czas     | Okr. |
| ----------- | --------------- | --------------------- | -------- | ---- |
| LMP2        | Filip Ugran     | #22 United Autosports | 1:30,589 | 3    |
| LMP2 Pro/Am | Alessio Rovera  | #83 AF Corse          | 1:30,174 | 45   |
| LMP3        | Wyatt Brichacek | #4 DKR Engineering    | 1:38,387 | 101  |
| LMGT3       | Esteban Masson  | #57 Kessel Racing     | 1:41,766 | 59   |
| Źródło      |                 |                       |          |      |